# Île aux Lièvres
Île aux Lièvres är en ö i Kanada.   Den ligger i provinsen Québec, i den sydöstra delen av landet, 190 km öster om huvudstaden Ottawa. Île aux Lièvres ligger i sjön Bassin de Chambly.
Omgivningarna runt Île aux Lièvres är en mosaik av jordbruksmark och naturlig växtlighet. Runt Île aux Lièvres är det ganska tätbefolkat, med 207 invånare per kvadratkilometer.